# 名古屋ビルディング
名古屋ビルディング株式会社（なごやビルディング、英: Nagoya Building Co., Ltd.）は、愛知県名古屋市中村区に本社を置く不動産会社である。同社が名古屋駅前に保有する複合ビル「名古屋ビルディング」についても記述する。

## 概要
不動産の賃貸、コンサルティング、ビル管理等を主な事業としている。旧第一銀行系の不動産会社であり、現在の主要株主は、清和綜合建物株式会社、株式会社有終コーポレーション、中央日本土地建物株式会社、清水建設株式会社、興和株式会社、興和紡株式会社、澁澤倉庫株式会社、ケイ・エス・オー株式会社、株式会社みずほ銀行である。
2014年に商号及びビルの表記を「名古屋ビルデイング」から「名古屋ビルディング」に変更した。

## 沿革
- 1950年（昭和25年）11月24日 - （旧）名古屋ビルデイング株式会社が設立[3]。
- 1963年（昭和38年）7月26日[2] - 名古屋第一ビルデイング株式会社が設立[3]。
- 1968年（昭和43年）4月 - 名古屋第一ビルデイング株式会社を存続会社とし（旧）名古屋ビルデイング株式会社を吸収合併。名古屋ビルデイング株式会社に商号変更[3]。
- 2009年（平成21年）2月1日 - （新）名古屋ビルデイングがオープン。
- 2014年（平成26年）6月24日 - 名古屋ビルディング株式会社に商号変更[2]。
- 2023年（令和5年）2月 - 本社を名古屋第一ビルから名古屋ビル桜館に移転[2]。

## 保有物件
オフィス・店舗

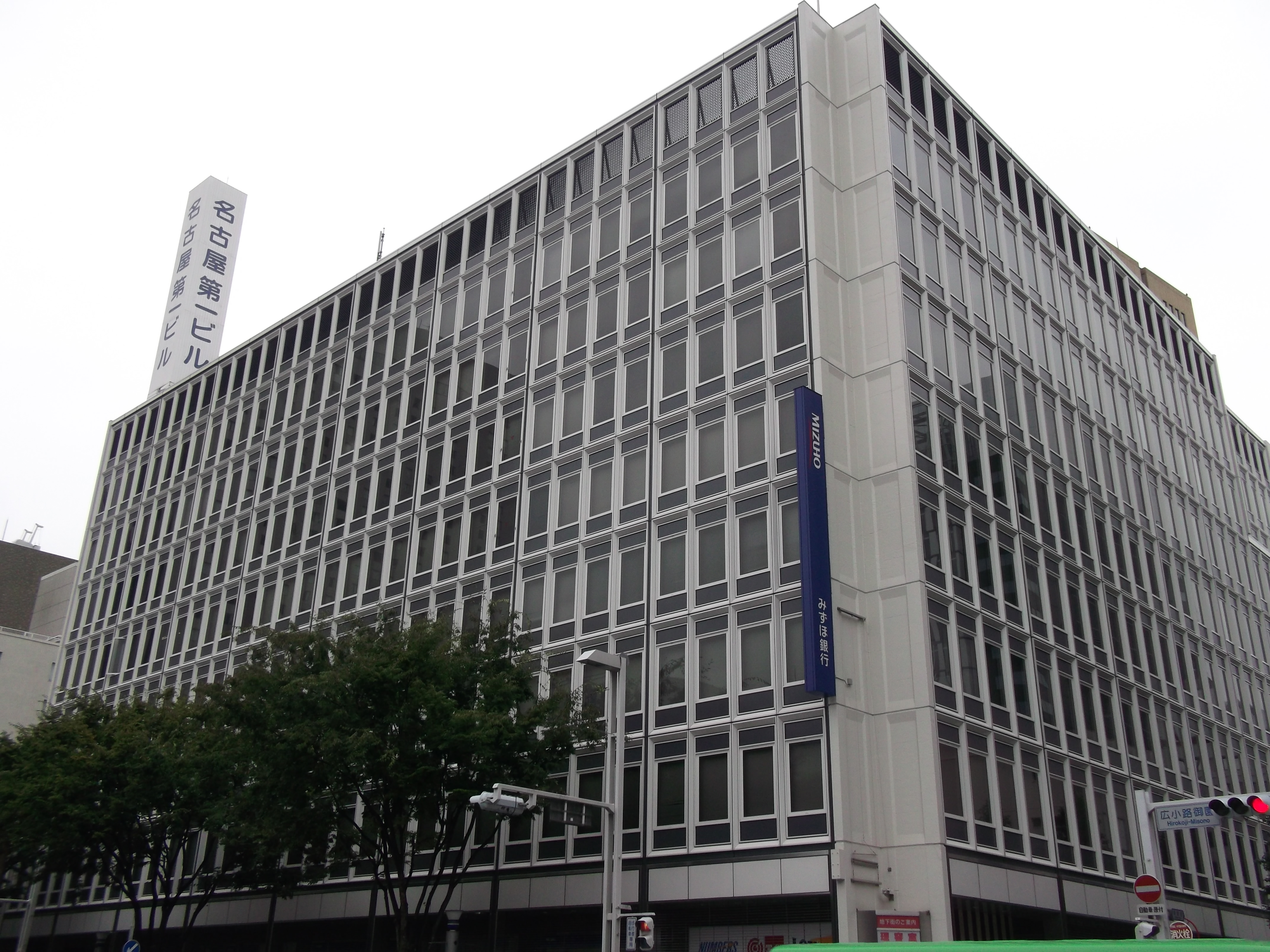
名古屋第一ビル

- 名古屋ビルディング（名古屋ビル） - 2009年 (平成21年) 1月竣工、名古屋市中村区名駅4-6-17
- 名古屋ビルディング桜館（名古屋ビル桜館） - 2022年（令和4年）3月竣工、名古屋市中村区名駅4-2-25
- 名古屋第一ビル - 1965年 (昭和40年) 6月竣工、名古屋市中区錦1-19-24
- 名古屋第一ビル アネックス - 1965年（昭和40年）6月、名古屋市中区錦1-19-25
- 久屋パークビル - 1990年（平成2年）10月竣工、名古屋市中区栄4-14-2

レジデンス
- メイビル向陽町
- メイビル覚王山

## 名古屋ビルディング
名古屋ビルディング（通称：名古屋ビル）は、旧名古屋ビルの老朽化により建て替えられた複合ビルで2009年（平成21年）2月1日にオープンした。サンクンガーデン、商業ゾーン、オフィスゾーン、ルーフガーデンからなり、外観は木の葉をイメージした形状となっている。
周辺にはミッドランドスクエア、JRセントラルタワーズ及び大名古屋ビルヂングなどの超高層ビルがある。
ルーフガーデン（塔屋）
- 憩いの場としてオフィス入居者に開放されている。

オフィスゾーン（3F - 14F）
- 大垣共立銀行名古屋事務所 10F
- 医療法人尚仁会名古屋ステーションクリニック 8F・9F・14F
- キョーイクホールディングス本社 7F
- 第一生命ほけんショップ名古屋駅前店 5F
- 医療法人浅田レディースクリニック 3F・4F

商業ゾーン（B1F - 2F）
- プラダ名古屋店
- 大垣共立銀行 名古屋支店名駅出張所（OKB Harmony Plaza名駅） 1F

サンクンガーデン（B1F）
- 名古屋駅地下街ユニモール3番出口に直結（バリアフリー）。

駐車場
- 全46台（平面往復式地下駐車場設備44台、地上2台）

### 交通アクセス
- JR東海・名古屋市営地下鉄 名古屋駅から徒歩で約2分。
- 名鉄 名古屋駅から徒歩で約2分。
- 近鉄 名古屋駅から徒歩で約3分。
- 名古屋臨海高速鉄道あおなみ線 名古屋駅から徒歩で約5分。
- ユニモール地下街3番出口に直結。

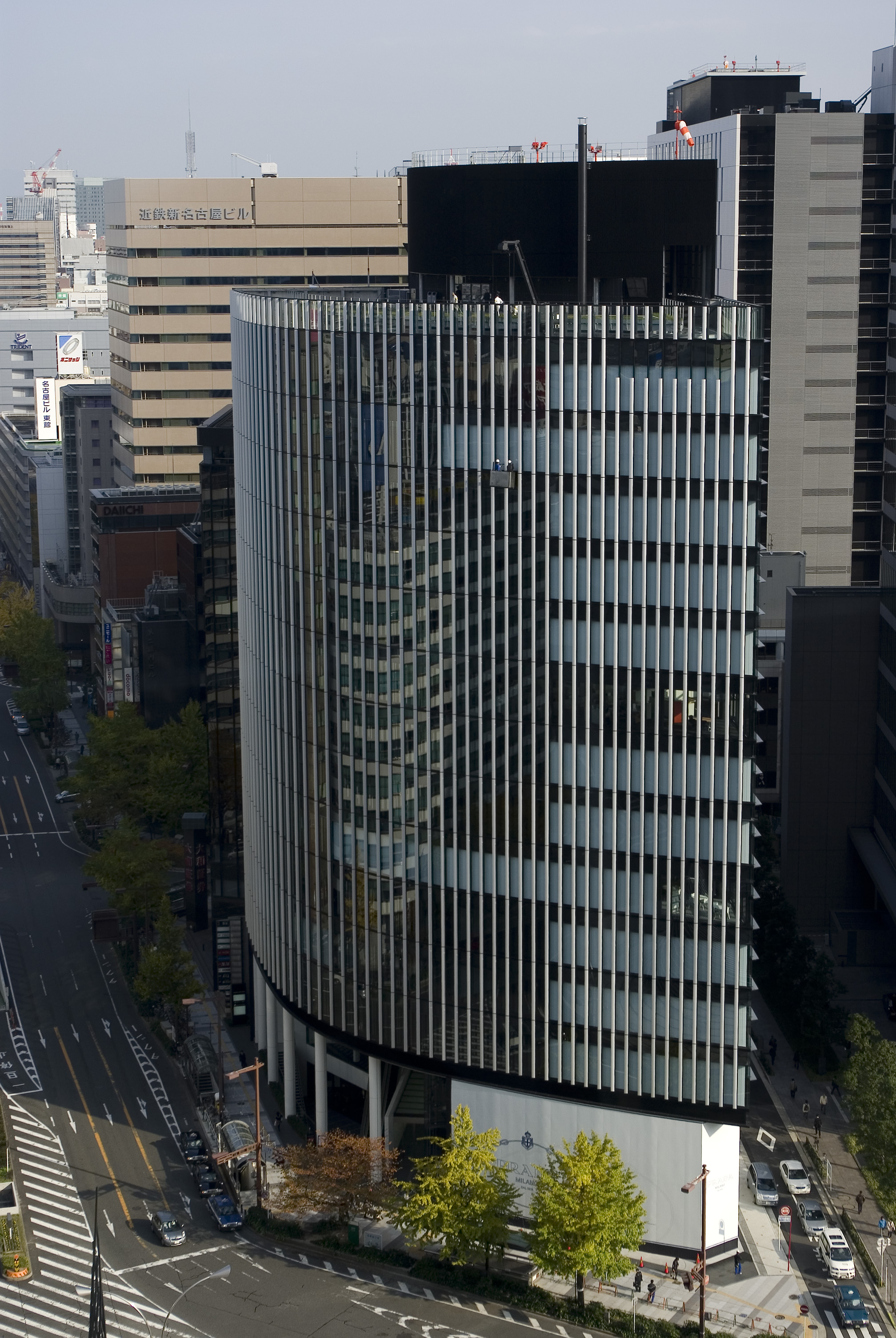
2009年撮影
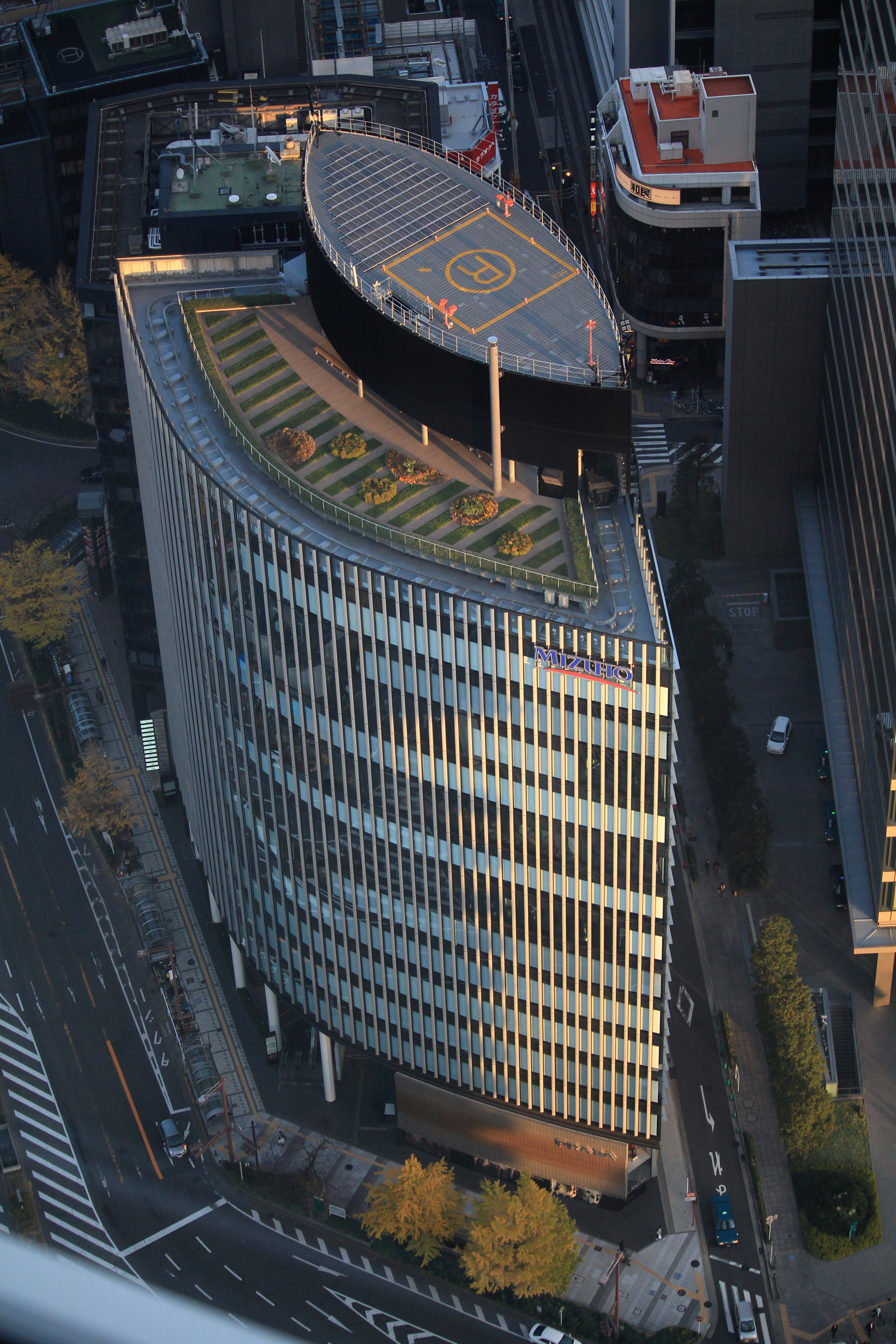
JRセントラルタワーズから見下ろす名古屋ビルディング（2014年12月）
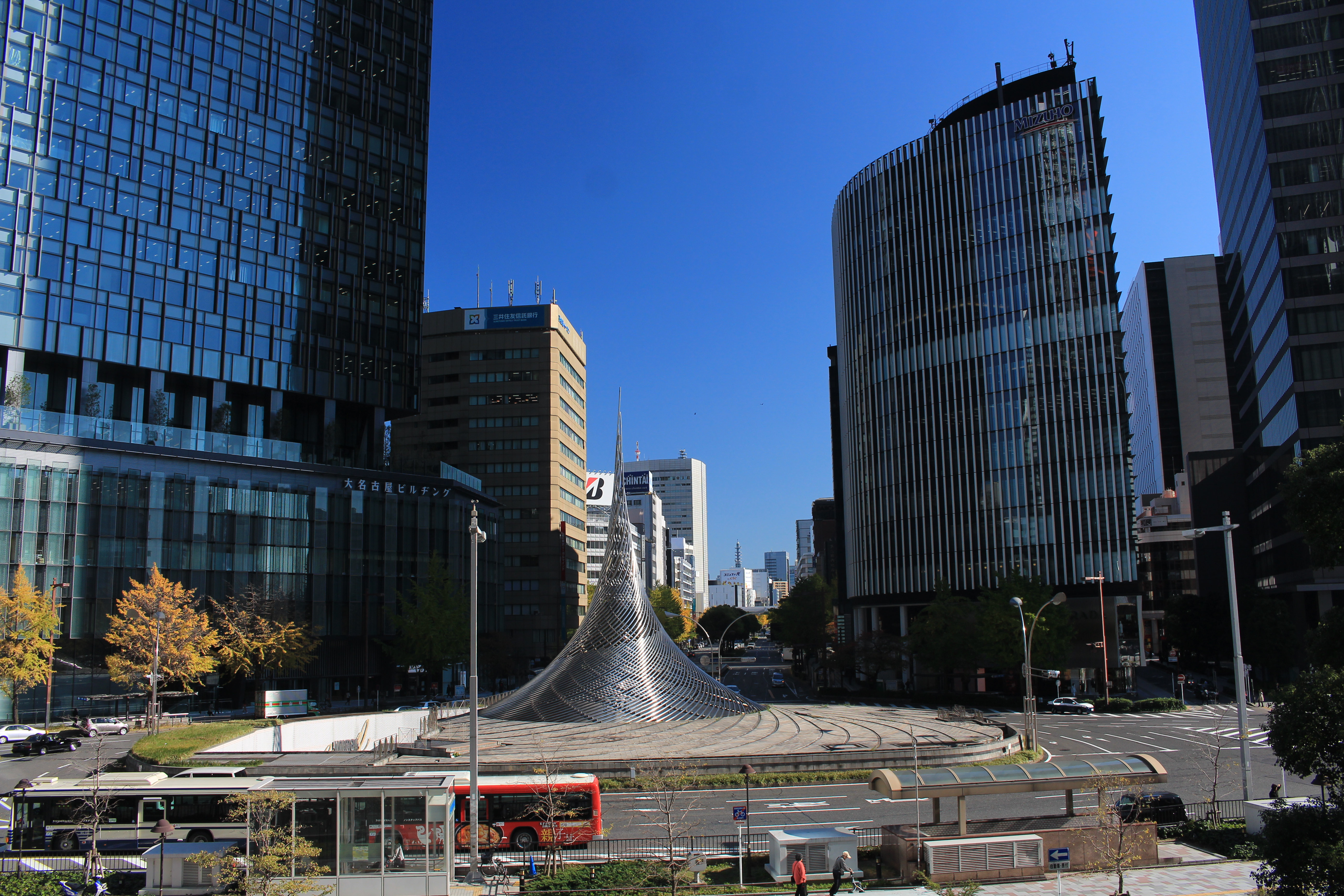
名駅桜通口の高層ビル群、左から大名古屋ビルヂング、名古屋ビルディング、ミッドランドスクエア、手前に飛翔（2015年12月）
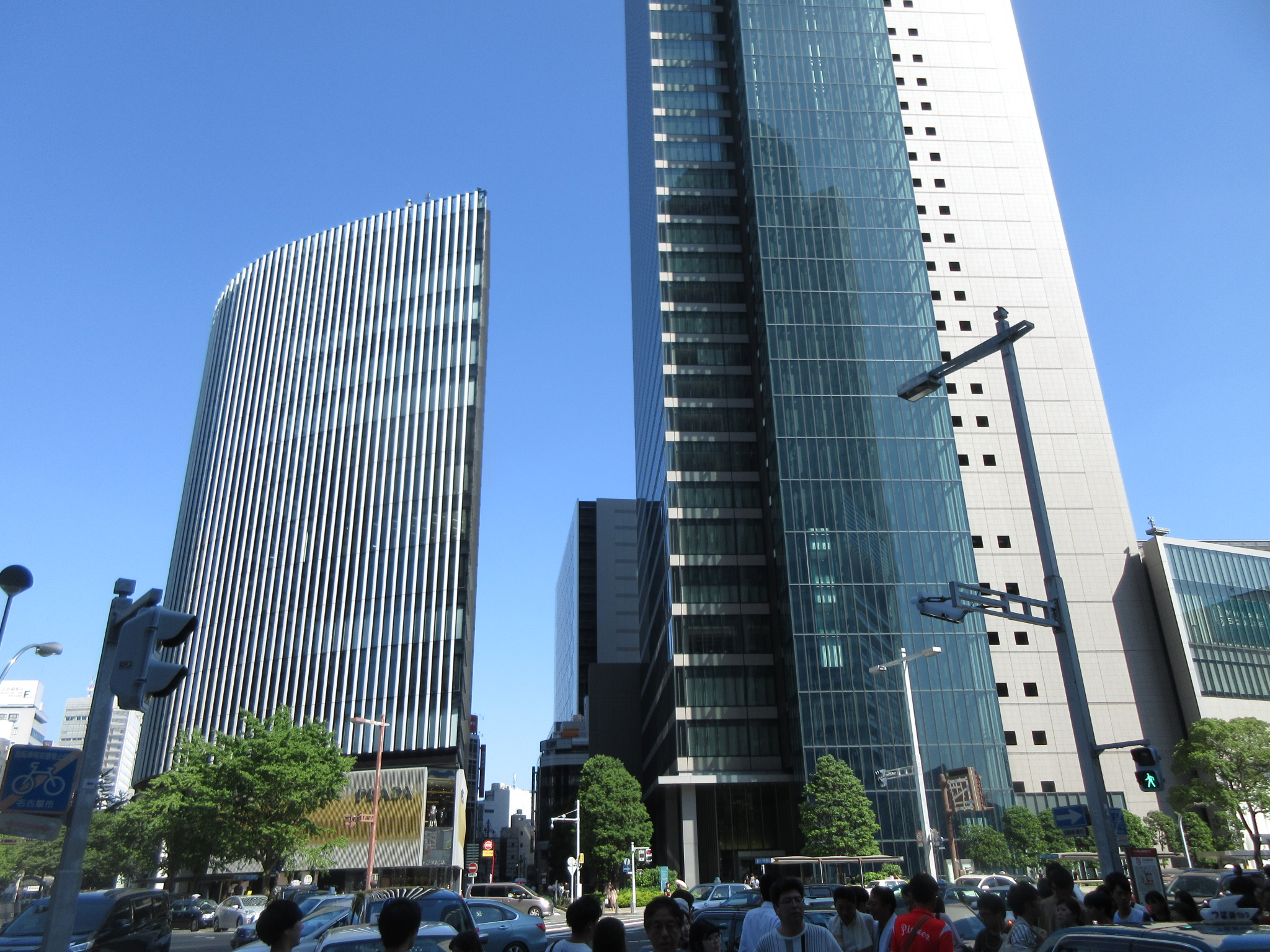
名古屋ビルディングとミッドランドスクエア（2019年9月）